# Че (перська літера)

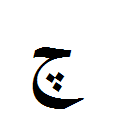
Ізольована форма літери

Че (перс. چه‎‎) — сьома літера перської абетки, позначає звук [t͡ʃ].
В ізольованій позиції че має вигляд ﭺ; в кінцевій — ﭻ; в серединній — ـﭽـ; в початковій — ﭼ.
В арабській абетці немає цієї літери, оскільки в арабській мові немає звука [t͡ʃ].
Перси додали до арабської літери джим дві крапки. Окрім перської мови цю літеру вживали в писемностях тюркських та індійських народів, що виникли під впливом перської. 
В Ізраїлі, Палестині, Іраку, країнах Перської затоки літеру використовують для передачі звука [g] у словах, іменах, топонімах іншомовного походження. В цих країнах транслітерація звука /tʃ/має вигляд комбінації літер та і шин — تش.

## В юнікоді
| Юнікод         | U+0686              |
| Ім'я в юнікоді | ARABIC LETTER TCHEH |
| HTML           | &#1670;             |
| ISO 8859-6     | немає               |